# Olivia Bouffard-Nesbitt
Olivia Bouffard-Nesbitt (Montréal, 30 agosto 1992) è una fondista canadese.

## Biografia
Attiva dal dicembre del 2010, la Bouffard-Nesbitt ha esordito in Coppa del Mondo il 14 febbraio 2015 a Östersund in una sprint (54ª), ai Campionati mondiali a Falun 2015, dove si è classificata 51ª nella 10 km, e ai Giochi olimpici invernali a Pechino 2022, dove si è piazzata 61ª nella 10 km, 40ª nella sprint, 44ª nello skiathlon e 9ª nella staffetta; ai Mondiali di Planica 2023 è stata 38ª nella sprint, 40ª nello skiathlon e 8ª nella staffetta e a quelli di Trondheim 2025 si è classificata 30ª nella 50 km e 40ª nella 10 km.

## Palmarès

### Coppa del Mondo
- Miglior piazzamento in classifica generale: 86ª nel 2023